# Élections municipales de 1953 dans les Côtes-du-Nord
Les élections municipales dans les Côtes-du-Nord ont eu lieu les 26 avril et 3 mai 1953.

## Maires sortants et maires élus
| Commune              | Population | Maire sortant            | Parti | Parti    | Maire élu                | Parti | Parti    |
| -------------------- | ---------- | ------------------------ | ----- | -------- | ------------------------ | ----- | -------- |
| Bégard               | 4 285      | François Clec'h          |       | SFIO     | François Clec'h          |       | SFIO     |
| Bourbriac            | 3 354      | Yves Derrien             |       |          | Jean-Michel Martin       |       | Rad.     |
| Callac               | 3 183      | Jean Auffret             |       | Rad.     | Jean Auffret             |       | Rad.     |
| Dinan                | 12 737     | André Aubert             |       | DVD      | André Aubert             |       | DVD      |
| Erquy                | 3 002      | Amédée Guégan            |       | SFIO     | André Cornu              |       | Rad.     |
| Glomel               | 3 142      | Paul Dréan               |       |          | Paul Dréan               |       |          |
| Guingamp             | 9 080      | Henri Kerfant            |       | Rad.     | Henri Kerfant            |       | Rad.     |
| Kérity               | 3 177      | Michel Le Corre          |       |          | Michel Le Corre          |       |          |
| Lamballe             | 5 646      | Jean Gombault            |       | UDSR     | Jean Gombault            |       | UDSR     |
| Lannion              | 7 220      | Gabriel Nogues           |       |          | Gabriel Nogues           |       |          |
| Louargat             | 2 762      | Robert Cozanet           |       |          | Robert Cozanet           |       |          |
| Loudéac              | 5 876      | Henri Cordier            |       | CNIP     | Henri Cordier            |       | CNIP     |
| Maël-Carhaix         | 2 617      | Yves Donnio              |       | SFIO     | Yves Donnio              |       | SFIO     |
| Merdrignac           | 2 783      | Eugène Lemasson          |       | SFIO     | Ange Moisan              |       | UDSR     |
| Paimpol              | 2 781      | Eugène Ferlicot          |       |          | Eugène Ferlicot          |       |          |
| Penvénan             | 2 722      | Charles Coadou           |       |          | Charles Coadou           |       |          |
| Perros-Guirec        | 5 812      | Yves Le Jannou           |       | RPF      | Yves Le Jannou           |       | RPF      |
| Plédran              | 2 672      | Aristide Lorent          |       |          | Aristide Lorent          |       |          |
| Plémet               | 3 205      | Joseph Auffray           |       | DVD      | Joseph Auffray           |       | DVD      |
| Plénée-Jugon         | 2 741      | Eugène Bagot             |       |          | Eugène Bagot             |       |          |
| Pléneuf              | 3 600      | Guillaume de la Goublaye |       |          | Guillaume de la Goublaye |       |          |
| Plérin               | 6 370      | Albert Bécherel          |       |          | Louis Guéna              |       | DVD      |
| Plessala             | 2 597      | Emmanuel Sérinet         |       | SFIO     | Pierre Cotillard         |       | DVD      |
| Plestin-les-Grèves   | 3 221      | François Quesseveur      |       | Rad.     | François Alès            |       | UDSR     |
| Pleubian             | 3 506      | François Marjou          |       | SFIO     | François Marjou          |       | SFIO     |
| Pleudihen            | 2 586      | Mathurin Chevestrier     |       | UDSR     | Mathurin Chevestrier     |       | UDSR     |
| Pleumeur-Bodou       | 2 920      | Armand Lagain            |       | SFIO     | Armand Lagain            |       | SFIO     |
| Plœuc                | 3 327      | Louis Morel              |       | SFIO     | Louis Morel              |       | SFIO     |
| Ploubazlanec         | 3 618      | Marcel Le Guyader        |       | SFIO     | Marcel Le Guyader        |       | SFIO     |
| Plouézec             | 3 787      | Albert Flouriot          |       | PC       | André Le Balc'h          |       | DVD      |
| Ploufragan           | 3 259      | Pierre Gourio            |       |          | Jean Toquet              |       |          |
| Plouguernével        | 2 624      | Henri Prigent            |       |          | Henri Prigent            |       |          |
| Plouha               | 4 489      | Francois Le Puluard      |       | PC       | Francois Le Puluard      |       | PC       |
| Ploumagoar           | 2 557      | Jean Guillou             |       | SFIO     | Jean Guillou             |       | SFIO     |
| Plounévez-Moëdec     | 2 519      | Yves Le Cam              |       | PC       | Yves Le Cam              |       | PC       |
| Pordic               | 2 854      | Gabriel Guégan           |       | MRP      | Gabriel Guégan           |       | MRP      |
| Quintin              | 2 768      | Jean Frottier de Bagneux |       | CNIP     | Jean Frottier de Bagneux |       | CNIP     |
| Rostrenen            | 2 534      | Charles Ollivrin         |       | Rad.soc. | Charles Ollivrin         |       | Rad.soc. |
| Saint-Brieuc         | 36 674     | Jean Nicolas             |       | SFIO     | Victor Rault             |       | MRP      |
| Saint-Quay-Portrieux | 4 121      | Joannin Ardouin          |       | RPF      | Roger Caillet            |       | SFIO     |
| Tréguier             | 2 992      | Arsène Étesse            |       | SFIO     | Arsène Étesse            |       | SFIO     |